# Kuba Więcek

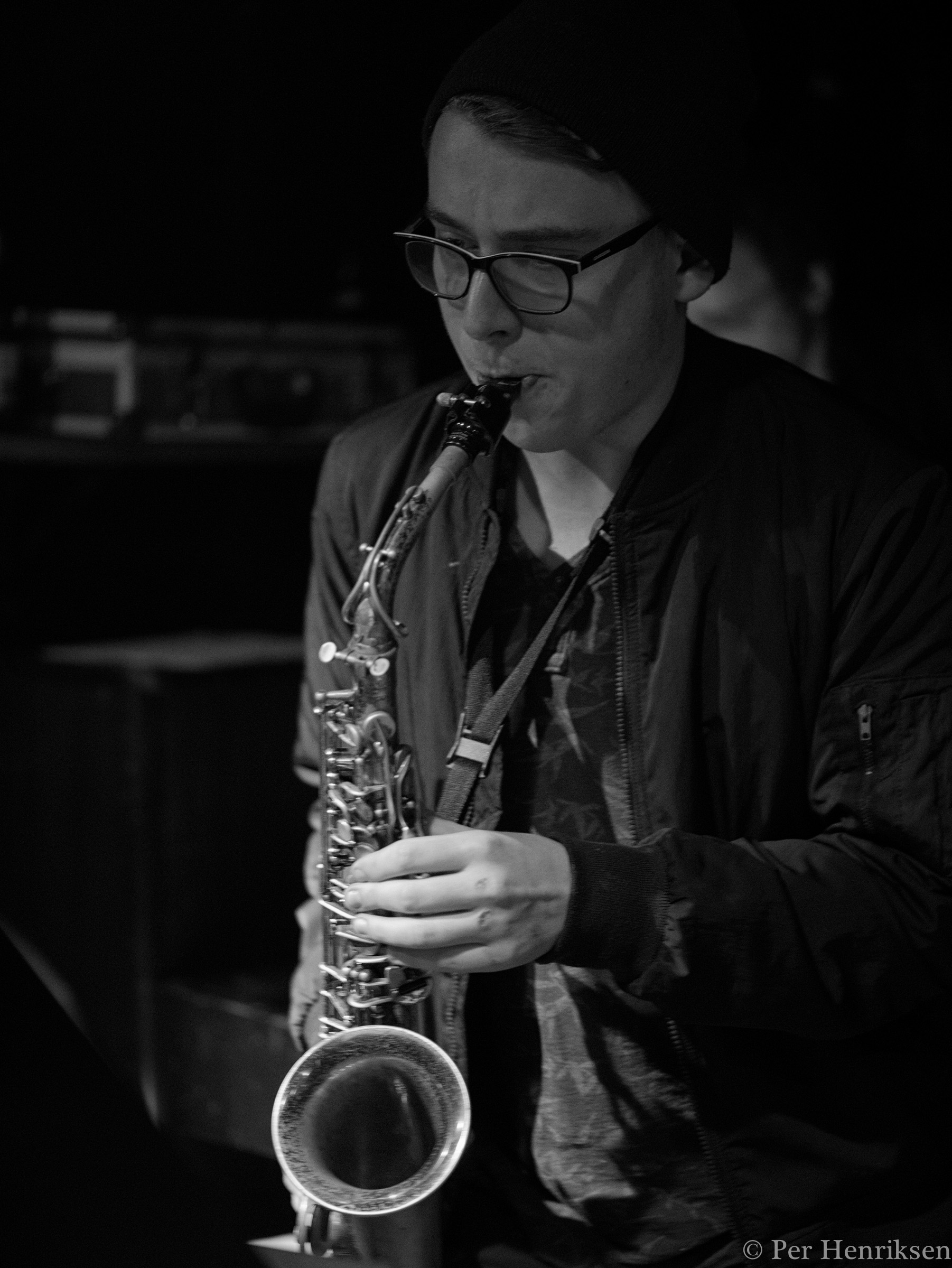
Kuba Więcek (2014)

Jakub „Kuba“ Więcek (* 29. Oktober 1994 in Rybnik) ist ein polnischer Jazzmusiker (Alt- und Sopransaxophon, Komposition).

## Leben und Wirken
Więcek besuchte schon als Kind die örtliche Musikschule; zunächst lernte er gegen seinen Willen Violoncello, bevor er für sich das Saxophon entdeckte, das ihn begeisterte. Dann wurde er in New York und Warschau ausgebildet. Er studierte ein Jahr lang am Konservatorium von Amsterdam und absolvierte sein Studium am Rytmisk Musikkonservatorium in Kopenhagen. Zu seinen Lehrern gehörten Lee Konitz, Steve Lehman und David Binney.
Więcek leitet sein eigenes Trio mit Bassist Michał Barański und Schlagzeuger Łukasz Żyta, mit denen er sein Debütalbum Another Raindrop (2017) vorlegte, das sowohl einen Fryderyk als auch die Mateusz Trójka erhielt. Sein zweites Trioalbum Multitasking (2019) war nach Ansicht von Polityka das polnische Jazzalbum des Jahres.
Neben seinem Trio tritt er unter anderem mit Kamil Piotrowicz, Piotr Orzechowski und Marcin Masecki auf. Derzeit (2021) lebt er in Warschau und studiert an der Krakauer Musikakademie. Er tritt weltweit auf und ist auch auf Alben von Jonas Johansen, Krzysztof Dziedzic, Emil Miszk und dem Franciszek Pospieszalski Sextet zu hören.

## Diskographische Hinweise
- Kuba Więcek Trio: Another Raindrop (Polish Jazz/Polskie Nagrania Muza 2017)
- Kuba Więcek Trio: Multitasking (Polish Jazz/Warner 2019)
- Kuba Więcek / Ralph Alessi / Mateusz Gawęda / Max Mucha / Moritz Baumgärtner: Berry (Audio Cave 2019)
- Daniel Toledo / Kuba Więcek / Piotr „Pianohooligan“ Orzechowski / Michał Miśkiewicz: Fletch (Audio Cave 2020)